# Hancourt
Hancourt – miejscowość i gmina we Francji, w regionie Hauts-de-France, w departamencie Somma.
Według danych na rok 2011 gminę zamieszkiwały 102 osoby, a gęstość zaludnienia wynosiła 25 osób/km² (wśród 2293 gmin Pikardii Hancourt plasuje się na 880. miejscu pod względem liczby ludności, natomiast pod względem powierzchni na miejscu 966.).